# Scott Weiland
Scott Weiland, narozen jako Scott Kline, (27. října 1967 – 3. prosince 2015) byl americký hudebník, textař a zpěvák. Zpíval v kapele Velvet Revolver, ale známý je zejména pro členství ve Stone Temple Pilots, se kterou vydal v 90. letech 6 alb. Objevil se také ve skupině Art of Anarchy a nahrál několik skladeb jako sólový umělec.
Weiland byl 3. prosince 2015 ve věku 48 let nalezen mrtvý ve svém cestovním autobusu v Bloomingtonu ve státě Minnesota. On a členové The Wildabouts měli domluvené vystoupení, na které již nedorazil. Když policie autobus prohledala, našlo se malé množství kokainu v ložnici, kde byl mrtvý Weiland objeven. Našly se také pilulky na spaní a nějaké léky na předpis, zahrnujíc xanax, buprenorfin, ziprasidon a viagru. Dále byly nalezeny dva pytle kokainu a další látky. Přesto však zprvu nebyla dána přesná příčina úmrtí, ačkoliv lékařský examinátor později usoudil, že se jednalo o nečekané předávkování kokainem, alkoholem a methylendioxyamfetaminem (MDA). Také se zmínila jeho srdeční ischemická choroba, zkušenosti s astmatem a dlouhodobé zneužívání lékařských předpisů.